# Čirisan
Čirisan (korejsky 지리산) je nejvyšší hora pohoří Sobek na Korejském poloostrově. Ze správního hlediska patří do provincie Jižní Kjongsang v Jižní Koreji. S výškou 1915 m n. m. je druhou nejvyšší horou Jižní Koreje po Halla-sanu na ostrově Čedžu, který je vysoký 1950 m n. m., a před Soraksanem v pohoří Tchebek, který je vysoký 1708 m n. m.
Kolem hory je národní park Čirisan, který má rozlohu přes 471 čtverečních kilometrů a zvětší části rovněž spadá do provincie Jižní Kjongsang, ale zasahuje i do provincií Jižní Čolla a Severní Čolla. Jedná se o největší a nejstarší jihokorejský národní park a je významný mimo jiné jako rezervace medvěda ušatého.